# Gargara pseudocontraria
Gargara pseudocontraria är en insektsart som beskrevs av S. Ahmad och Yasmeen 1973. Gargara pseudocontraria ingår i släktet Gargara och familjen hornstritar. Inga underarter finns listade i Catalogue of Life.